# Dysmicoccus amnicola
Dysmicoccus amnicola är en insektsart som beskrevs av Williams och Watson 1988. Dysmicoccus amnicola ingår i släktet Dysmicoccus och familjen ullsköldlöss.
Artens utbredningsområde är Papua Nya Guinea. Inga underarter finns listade i Catalogue of Life.